# Micronació

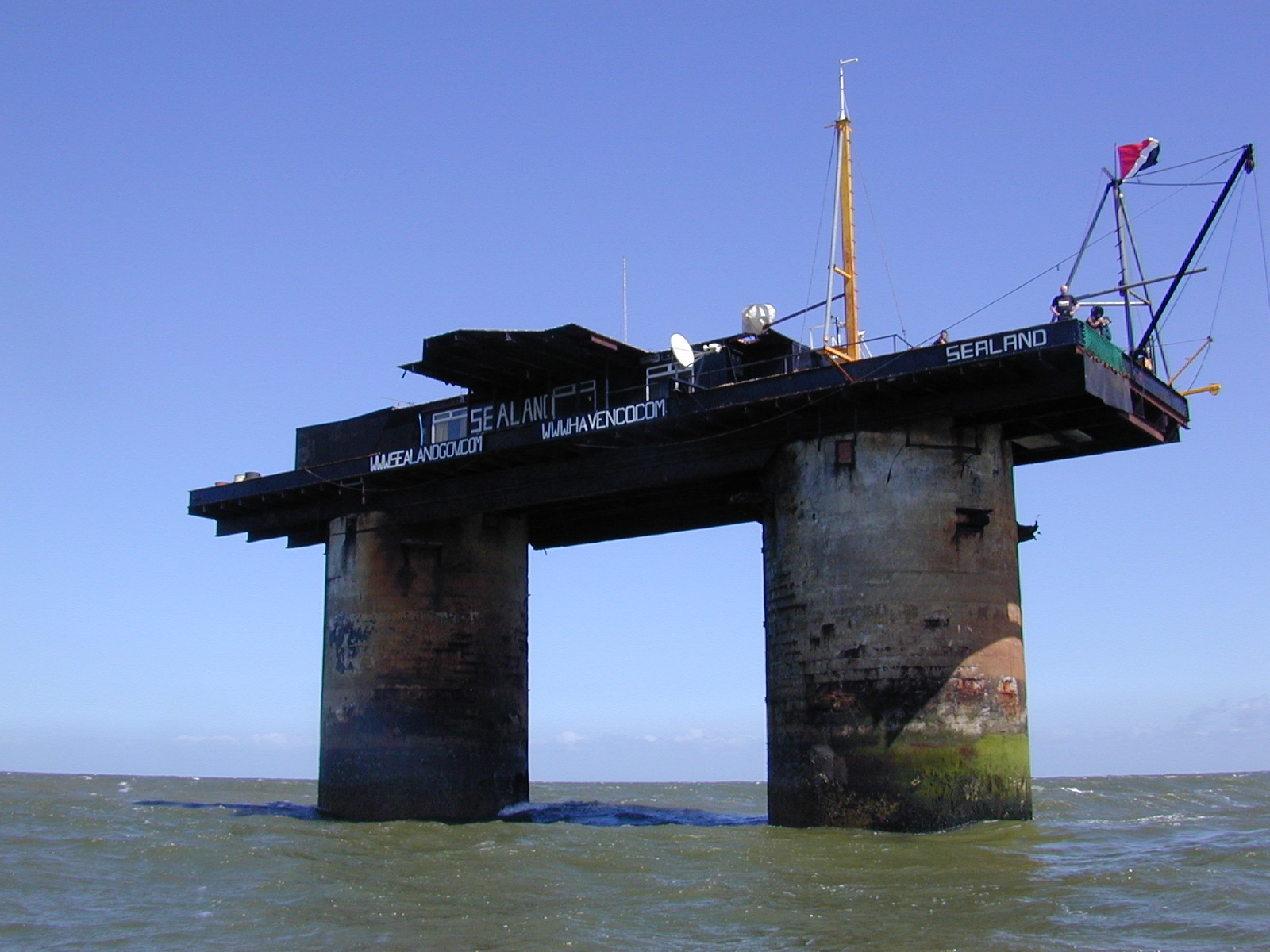
El Principat de Sealand.

Micronació (també dita cibernació, país de fantasia o projecte de nou país) és una entitat que té aparença de nació o estat independent, però que en realitat només existeix en paper, a Internet o a la mentalitat dels seus creadors. Algunes micronacions han aconseguit estendre llurs operacions en el món real, de manera que tenen bandera, moneda o servei postal propis. Es tracta d'usar elements de les nacions i estats comunament acceptats en el món real que puguin servir per a facilitar la credulitat de la gent, tant a l'interior com a l'exterior de les micronacions.
El terme micronació és un neologisme encunyat en els anys 90 per a descriure els milers de petites i no reconegudes entitats-estats que han aparegut al llarg de la dècada. El terme es fa servir retroactivament per a entitats no reconegudes, algunes creades en el segle xix. En els darrers anys s'ha usat el terme micropatrologia per a denominar l'estudi de les micronacions, encara que no és una disciplina acadèmica formal. Els afeccionats a les micronacions sovint es refereixen a les nacions-estat sobiranes reals com a macronacions.

## Definició de "micronació"
Generalment, les micronacions tenen certes característiques comunes:
1. Moltes micronacions desitgen ser reconegudes públicament com a estats sobirans, però no són reconegudes pels estats oficials.
2. Les micronacions són prou petites, tant geogràficament com en nombre de membres. Rara vegada en tenen més d'uns centenars, i la gran majoria no tenen més d'un o dos participants actius.
3. De manera típica expenen documents com passaports, segells, moneda, i atorguen títols i premis, que pocs cops són reconeguts fora de la seva comunitat d'interès.

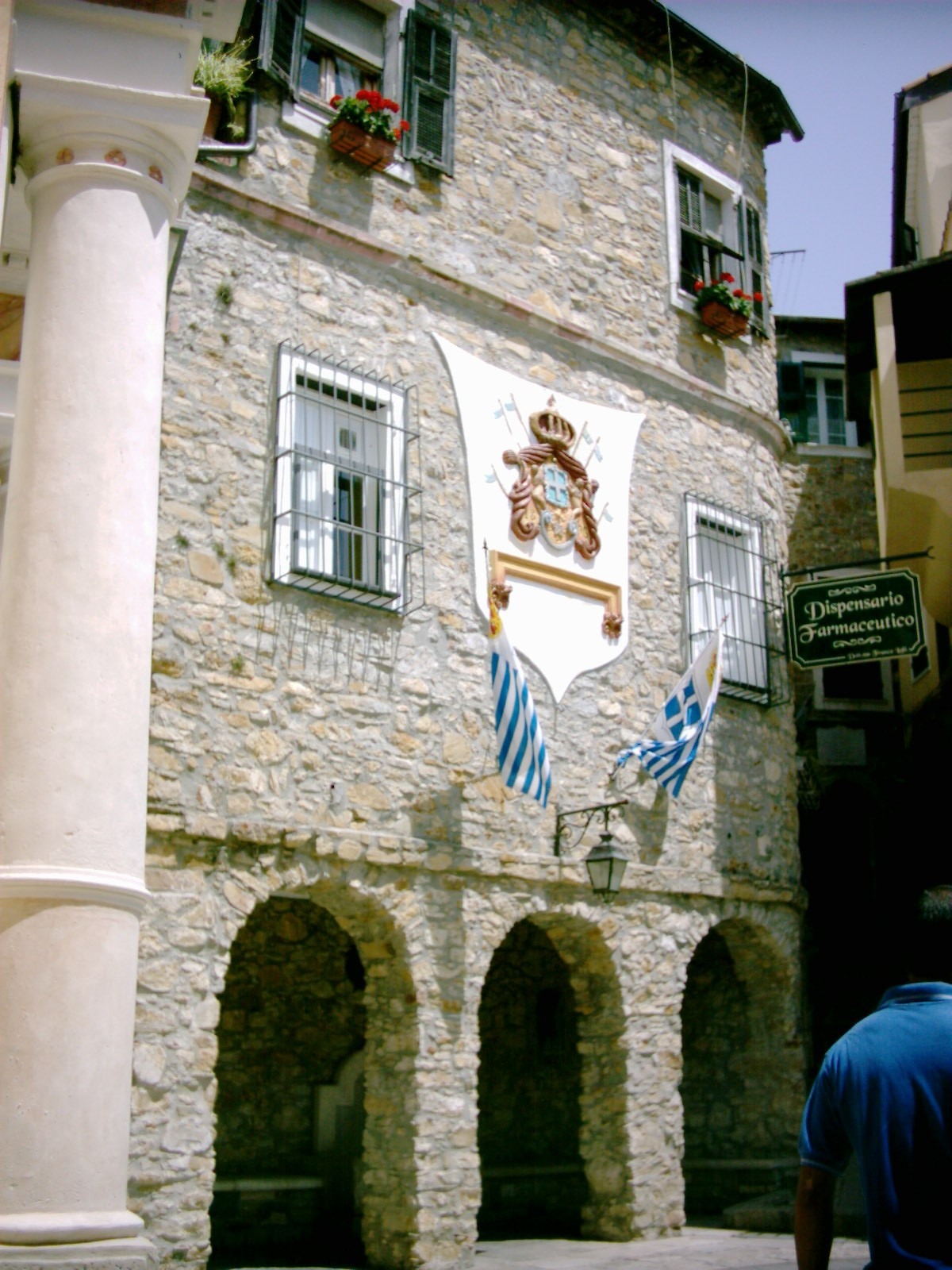
Palau de govern del Principat de Seborga.

Aquest criteris distingeixen les micronacions dels països imaginaris, ecoaldees, campus, tribus, clans, sectes i associacions residencials de la comunitat, que sovint no pretenen ser reconegudes com a sobiranes.
Cal distingir les micronacions d'altres entitats que exerceixen un control efectiu o militar sobre un territori, malgrat no ser reconegudes com a estat per la majoria dels alters estats, com Ossètia del Sud, Abkhàzia o Transnístria, i algunes parts del món controlades per guerrilles rebels. Com a contrast, les micronacions no exerceixen cap control efectiu militar o governamental de qualsevol mena, més que en una àrea molt reduïda (la propietat privada dels seus fundadors) com a molt. També cal distingir les micronacions d'entitats que tenen relacions diplomàtiques amb altres nacions-estat reconegudes, encara que no ho estiguin formalment, o acceptades per la majoria dels organismes internacionals importants (com les Nacions Unides). És el cas de Taiwan, Tibet i Palestina. Al contrari, les micronacions no tenen relacions diplomàtiques amb nacions-estat reconegudes o amb organismes internacionals

## Evolució del micronacionalisme
El fenomen de les micronacionalitats està íntimament lligat a l'auge del concepte de la nació-estat del segle xix, i les micronacions recognoscibles més antigues daten d'aquest període. Moltes foren fundades per aventurers excèntrics o negociants especuladors, i fins i tot algunes van tenir èxit. Entre elles hi ha les Illes Cocos (Keeling), governades per la família Clunies-Ross, i Sarawak, governada pels rajah blancs de la família Brooke. Ambdues eren feus independents i personals en tot llevat del nom, i van sobreviure fins ben entrat el segle xx.
Menys sort van tenir la República Long (1819-1820), a l'actual estat de Texas (EUA); la República de l'Estret Indi (1828-1835), que actualment és la ciutat de Pittsburgh (Nou Hampshire), el Regne de l'Araucania i la Patagònia (1860-1862), al sud de Xile i l'Argentina, i el Regne de Sedang (1888-1890), a la Indoxina francesa. La micronació més antiga existent és el Regne de Redonda, fundat el 1865 en una illa deshabitada del Carib. No es va poder establir com a veritable país, però ha sobreviscut fins a l'actualitat com una fundació literària excepcional amb el seu propi rei i aristocràcia (tot i que no sense controvèrsia, puix que hi ha almenys quatre pretendents al tron de Redonda).

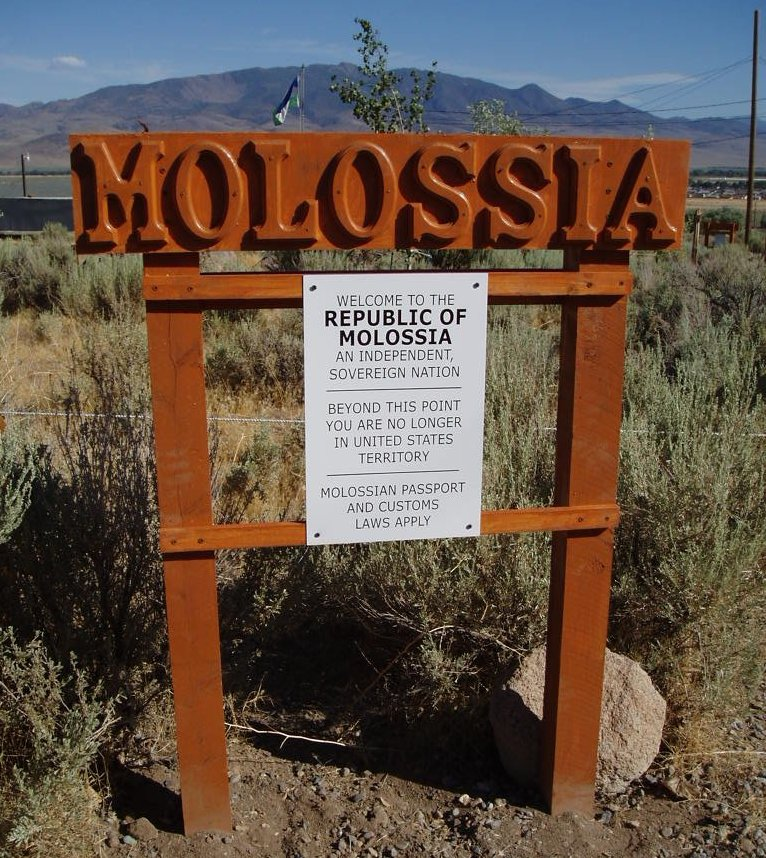
Frontera dels Estats Units amb la República de Molossia.

Martin Coles Harman, propietari de l'illa britànica de Lundy en les primeres dècades del segle xx, es va autoproclamar rei i encunyà segells i monedes privats d'ús local. Encara que governava l'illa com a feu virtual, mai no va reclamar la independència al Regne Unit, de manera que Lundy és considerat com un dels precursors de les posteriors micronacions amb territori.

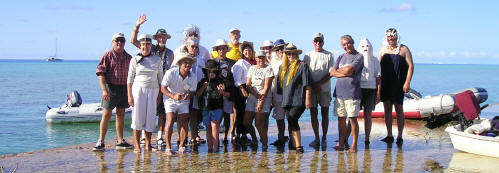
Desembarcament a la República de Minerva.

Durant els anys seixanta i setanta es fundaren moltes micronacions amb territori. La més popular, Sealand, es creà el 1967 en una plataforma de tir abandonada de la Segona Guerra Mundial al canal de la Mànega, en aigües internacionals, i ha sobreviscut fins al present. Altres han estat fundades sota principis llibertaris i proposaven projectes de construcció d'illes artificials, però només tres han assolit un èxit parcial en l'objectiu.
La República de l'Illa de les Roses era una plataforma de 400 metres quadrats construïda el 1968 en aigües internacionals de la ciutat italiana de Rímini, a la mar Adriàtica. Va imprimir segells i declarà l'esperanto idioma oficial. Tanmateix, poc després de la seva formalització, la marina de guerra italiana la va envair i destruir.
A finals dels anys seixanta Lester Hemingway, germà de l'escriptor Ernest Hemingway, es va involucrar en un projecte semblant, una petita plataforma de fusta en aigües internacionals de la costa oest de Jamaica anomenada New Atlantis. El territori consistia en una petita barca de 8 x 30 peus, de la qual Hemingway era president i ciutadà honorari. Tanmateix, l'estructura fou malmesa per les tempestes i acabà com a objecte de pillatge dels pescadors mexicans. El 1973 Hemingway va informar que havia abandonat New Atlantis per promocionar una nova plataforma vora les illes Bahames, anomenada "Terra del Mar".
La República de Minerva es va crear el 1972 com un nou projecte llibertari de país ideat per un home de negocis de Nevada, Michael Oliver. L'equip d'Oliver dirigia operacions de dragatge a les illes de Minerva, un banc situat al sud de les Fiji, a l'oceà Pacífic. Aconseguiren crear una petita illa artificial, però només obtingué un èxit parcial en l'assegurament del reconeixement internacional. Finalment, la veïna Tonga envià tropes a l'illa i se l'annexionà.
L'abril del 1977, el bibliòfil Richard George Pitt Booth declarà regne independent la ciutat de Hay-on-Wye, i se'n proclamà rei. Arran d'això, la ciutat ha desenvolupat un pròsper turisme basat en interessos literaris, i el "rei Richard" (el seu ceptre és una escombreta de bany reciclada) segueix repartint títols nobiliaris i honors a qualsevol que els pagui.

## Micronacions a Austràlia
El moviment de les micronacions era desproporcionadament freqüent a les tres últimes dècades del segle xx a Austràlia. El Principat de la província del Riu Hutt en fou la primera; es fundà el 1970 quan el príncep Leonard (Leonard George Casley) declarà independent la granja de la seva propietat després d'una disputa per quotes de blat. El 1976 un excèntric monàrquic britànic anomenat Alex Brackstone proclamà la Província de Bumbunga en una propietat rural vora Snowtown (Austràlia), alhora que l'immigrant alemany Robert Neumann creà el 1978 l'estat sobirà d'Aeterna Lucina, en una masia a la costa septentrional de Nova Gal·les del Sud, que després va reubicar en una propietat més gran propera a Cooma. Aproximadament a la mateixa època, un excèntric activista antiimpostos anomenat John Charlton Rudge va fundar el Ducat d'Avram, a l'oest de Tasmània. "Sa Tolerància el Duc d'Avram" fou escollit més tard diputat al parlament de Tasmània.
A Victoria una llarga disputa sobre danys per una inundació en granges va provocar el 1979 la creació per Tom Barnes de l'estat independent de Rainbow Creek, al nord-est del país, i un conflicte per l'execució d'una hipoteca el 1993 va conduir George i Stephanie Muirhead de Rockhampton (Queensland) a segregar-se com a Principat de Marlborough.
L'u de maig del 2003 Peter Gillies declarà la independència de la seva granja de 76 hectàrees al nord de Nova Gal·les del Sud, com a Principat d'Oceania Unida, després d'una disputa no resolta de molts anys amb el consell municipal de Port Stephens sobre els plans de Gillies de construir una residència privada a la propietat.

## Impacte d'Internet
El micronacionalisme ha motivat tota mena d'ideòlegs antisistema i va fomentarla perspectiva diferencial des de mitjans del 1990, quan la popularitat d'Internet va permetre crear i promoure entitats similars als estats en un mitjà totalment electrònic, amb relativa facilitat. Com a resultat, el nombre de micronacions esclusivament online, fantàstiques o basades en simulacions ha crescut espectacularment.
Les activitats d'aquesta classe de micronacions es limiten exclusivament a tasques diplomàtiques (inclosa la signatura de "tractats" i participació en fòrums "supranacionals", com la Lliga de Micronacions i la Xarxa de Notícies Internacional), la gestió i funcionament d'eleccions i parlament simulats, i participació en guerres simulades (sempre mitjançant anuncis online, llistes de correu i blocs).
Gran nombre de micronacions territorials a l'antic estil, com Seborga, la Província del Riu Hutt o Sealand, mantenen pàgines web que serveixen per a publicitar llurs reclamacions i vendre productes.

## Exemples recents
Un d'ells és el de la micronació Regne Kreuzberg (Königreich Kreuzberg), fundat el 2002 per Christel Göritz i el seu fill Rick a Zweibrücken (Alemanya), en un terreny prèviament ocupat per una base militar dels EUA. Rick es proclamà rei, i la seva mare, Reina Mare. Eberhard Bayer, un fiscal de Zweibrücken, declarà que no processaria els Göritz pel delicte d'abús de títols perquè el títol de rei havia estat abolit a Alemanya, i, per tant, no estava protegit.
Al nord de Saya de Malha Bank (oceà Índic), lluny de les aigües territorials de qualsevol estat, una estructura d'acer fou ancorada a 11 metres de fondària per a permetre la creació d'una illa coral·lina. Tanmateix, hom creu que el projecte tindrà el mateix futur que la República de Minerva, envaïda per Tonga després de la seva declaració d'independència. Maurici ha reivindicat qualsevol illa que sorgeixi al banc. El personatge televisiu Danny Wallace també va intentar crear una nació anomenada Lovely al seu pis a l'Est de Londres.

## Categories de Micronacions
Hi ha set classes de micronacions que prevalen avui dia:
1. Socials, econòmics o simulacions polítiques
2. Entreteniment personal o creacions egòlatres
3. Fantasies o ficcions
4. Vehicles per a promocionar una agenda
5. Entitats creades amb finalitat fraudulentes
6. Anomalies històriques i estats reclamants
7. Projectes de Noves Nacions

### Simulacions polítiques o socials
Aquestes tenen un cert grau de seriositat, i sovint s'hi veuen involucrades diverses persones interessades a recrear el passat o similar processos polítics i socials. Moltes d'aquestes micronacions formen aliances sota el nom de Lliga d'Estats Secessionistes. Exemples d'aquestes nacions són:
- Nova Roma, un grup que reclama el reconeixement de la totalitat de països del món. Ha encunyat moneda pròpia, i en la vida real, fa promulgacions a l'estil romà.
- Regne de Talossa, una simulació política amb alguns membres i una cultura inventada (llengua de Tallossano). Fou fundada el 1979 per Robert Ben Madison, un estudiant de preparatòria de Wisconsin, qui es va autoproclamar rei Robert I. Recentment s'ha dividit en dos estats: el Regne de Talossa  i la República de Talossa  Arxivat 2009-06-07 a Wayback Machine.. Robert Ben Madison ja no és ciutadà de cap de les dues.
- República del Saugeais, una república en el departament francès de Doubs, junt a Suïssa, nascuda d'una disputa entre Sauget (habitant de la regió) i el prefecte del departament.
- Regne de Riboalte, una simulació política, ja desapareguda i que agafa el seu nom de la Serenísima, Principesca i Ducal Casa de Riboalte, amb alguns membres que té l'origen als Països Catalans. És una micronació virtual fundada el 1999 i que té el català com una de les seves llengües oficials. Amb presència virtual a Europa i dos illots al nord i centre d'Àfrica. El Regne de Riboalte és una monarquia constitucional virtual i fins i tot dos dels seus illots tenen estatuts d'autonomia propis.
- Sacre Imperi de Reunió, micronació brasilera fundada el 1997.

### Entreteniment personal o creacions egòlatres
Són les més comunes i les més nombroses, moltes vegades creades per adolescents barons. Existeixen per diversió, tenen pocs participants, són efímeres, solen estar basades en internet i rara vegada sobreviuen al primer any. Tot i així, hi ha excepcions notables. Generalment, els seus gairebé sempre arrogants fundadors o Caps d'Estat usen títols estrafolaris, premis, honors i símbols heràldics derivats de la tradició feudal europea. La seva principal activitat són les guerres i la diplomàcia amb altres micronacions i afirmar estar localitzades a continents imaginaris o a altres planetes. Alguns exemples els tenim en l'Imperi Aericà , que reclama múltiples propietats i la meitat de la planeta mart.

### Fantasies o ficcions
Les micronacions no han de ser confoses amb els països imaginaris, o de fantasia. Exemples d'aquests són freqüents en literatura i art. Alguns casos són:
- Lizbekistan, projecte de base internet molt popular, ideat per l'artista australià Liz Stirling.
- Alta Yafa i Oecussi-Ambeno, micronacions que usen noms de territoris reals del Iemen i Timor Oriental. Sorgeix d'una sèrie extraordinària i diversa de micronacions inventades per Bruce Henderson els anys setanta.
- A la pel·lícula Passaport a Pimlico, aquesta ciutat declara suposadament la seva independència i esdevé micronació.
- La República de Kugelmugel, fundada per un artista austríac, ubicada a una casa de Viena amb forma de pilota, és una gran atracció turística.
- L'Imperi Copeman, fundat en un parc de caravanes de Norfolk (Anglaterra) per Nick Copeman, qui va canviar el seu nom a Sa Majestat el rei Nicolau I. Ell i el seu imperi són l'objecte principal d'un llibre (ISBN 0-09-189920-6 i d'una pàgina web (www.kingnicholas.com).
- La República de Rêves, un exercici combinat d'art i ficció per G. Garfield Crimmisn.
- San Seriffe, una broma del dia dels innocents creada pel diari britànic The Guardian.
- El Ducat de Grand Fenwick', aparegut als films The Mouse that Roared i The Mouse on the Moon.
- Syldavia, aparegut en nombrosos llibres de còmics de Tintín, que fins i tot havien desenvolupat un llenguatge artificial.
- La República de Sant Marc, illa fictícia de la pel·lícula Bananas, de Woody Allen.[3]